# Platges de Premià de Mar
Les platges de Premià de Mar són les platges que conformen el litoral marítim del municipi de Premià de Mar (Maresme), que abasta des del límit amb el terme municipal de Vilassar de Mar, a llevant, fins al límit amb el terme municipal del Masnou, a Ponent. Amb un total de 2,5 km de litoral, es troben 5 platges, de llevant a ponent: platja de Llevant, platja de Bellamar, platja del Pla de l'Os, platja de la Descàrrega i platja de Ponent.
Les platges vigilades del municipi són: Platja de Llevant, Platja de Bellamar i un tram de la Platja Pla de l’Òs.
Le platges de Premià de Mar han sofert una regressió de la sorra, de la mateixa manera que les altres platges de la costa del Maresme, a causa de la construcció de la via del tren al segle XIX i la construcció dels ports esportius al segle xx, afegit a la pèrdua d'eficàcia de les rieres que subministraven la sorra, en ser urbanitzades. El Ministeri d'Agricultura i Pesca, Alimentació i Medi Ambient té un projecte d'ampliar l'espigó de la platja de la Descàrrega i la construcció d'un altre espigó entre la platja de Ponent i la platja d'Ocata, per tal de retenir la sorra.

## Platges
| Platja                  | Límits | Longitud | Foto |
| ----------------------- | --- | -------- | ---- |
| Platja de Llevant       | Limita a llevant amb la riera de Tartanes, que la separa de la platja de Ponent, del municipi de Vilassar de Mar, i a ponent limita amb el Port de Premià.                    | 690 m    |      |
| Platja de Bellamar      | Limita a llevant amb el Port de Premià i a ponent amb l'espigó de Bellamar, que la separa de la platja del Pla de l'Os.                                                       | 280 m    |      |
| Platja del Pla de l'Os  | Limita a llevant amb l'espigó de Bellamar, que la separa de la platja de Bellamar, i a ponent amb l'espigó de l'estació de tren, que la separa de la platja de la Descàrrega. | 580 m    |      |
| Platja de la Descàrrega | Està delimitada per dos petits espigons: el de llevant la separa de la platja del Pla de l'Os, i el de ponent de la platja de Ponent.                                         | 422 m    |      |
| Platja de Ponent        | Limita a llevant amb un espigó que la separa de la platja de la Descàrrega, i a ponent amb la platja d'Ocata, del municipi del Masnou.                                        | 320 m    |      |